# Attacus trumphator
Attacus trumphator är en fjärilsart som beskrevs av Hans Fruhstorfer 1904. Attacus trumphator ingår i släktet Attacus och familjen påfågelsspinnare. Inga underarter finns listade i Catalogue of Life.